# Méphistophélès
 (mai 2021).
Si vous disposez d'ouvrages ou d'articles de référence ou si vous connaissez des sites web de qualité traitant du thème abordé ici, merci de compléter l'article en donnant les références utiles à sa vérifiabilité et en les liant à la section « Notes et références ».
Pour les articles homonymes, voir Méphistophélès (homonymie).

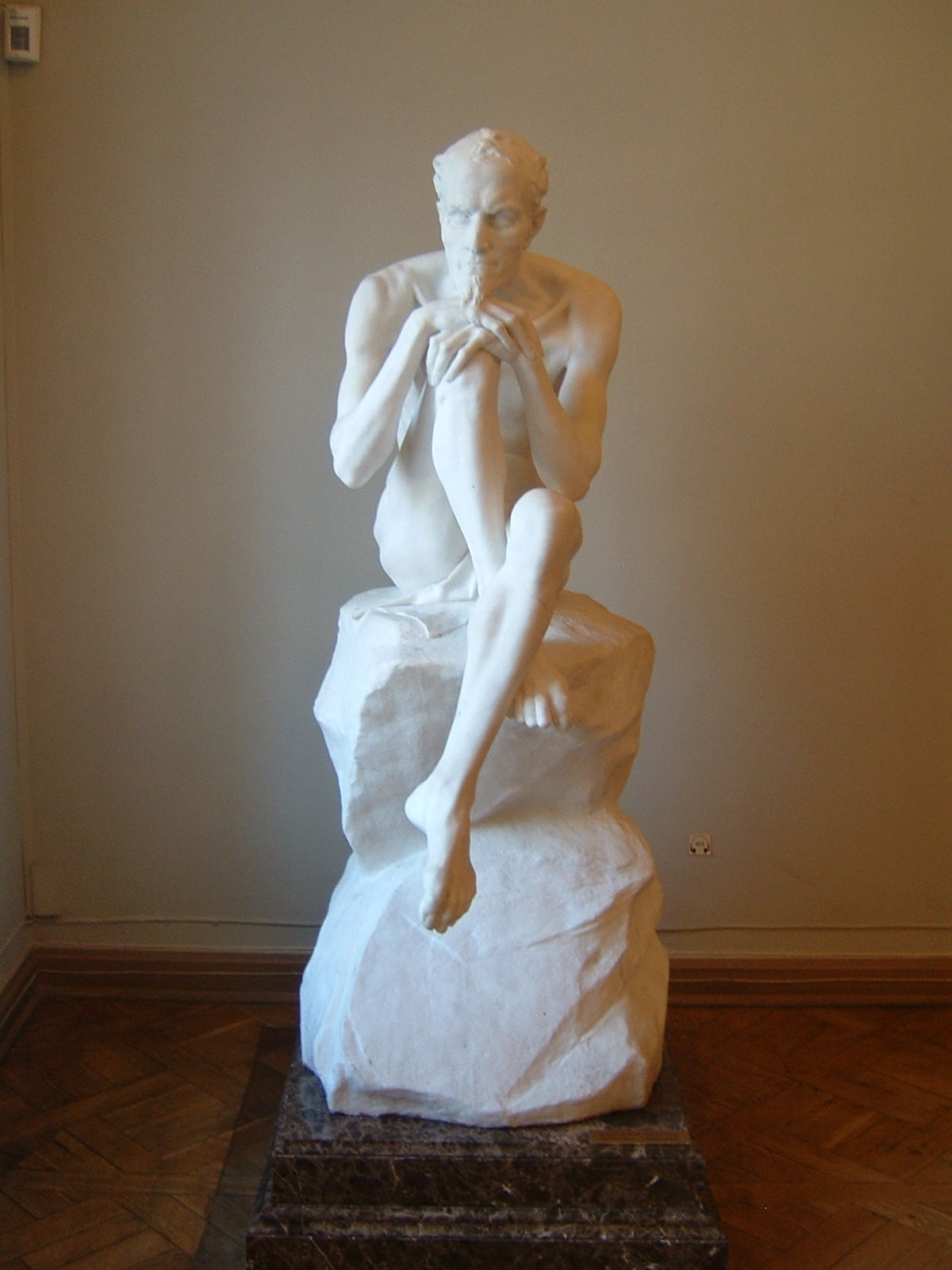
Méphistophélès sculpté par Mark Antokolski.

Méphistophélès (prononcé en allemand : [mefɪˈstoːfɛlɛs]) est un démon du folklore allemand. Il est attesté pour la première fois au XVIe siècle dans la légende de Faust, et devient un personnage courant dans les œuvres populaires.

## Étymologie
Les racines du nom "Méphistophélès" peuvent être recherchées du côté du latin mephiticus et mephitis : « exhalation pestilentielle ». Mais il est plus vraisemblable qu'il vienne précédemment du grec : la négation μή / mḗ, φῶς / phỗs, « lumière » et φίλος / phílos, « ami », c'est-à-dire « celui qui aime l'absence de lumière ».

## Légende de Faust

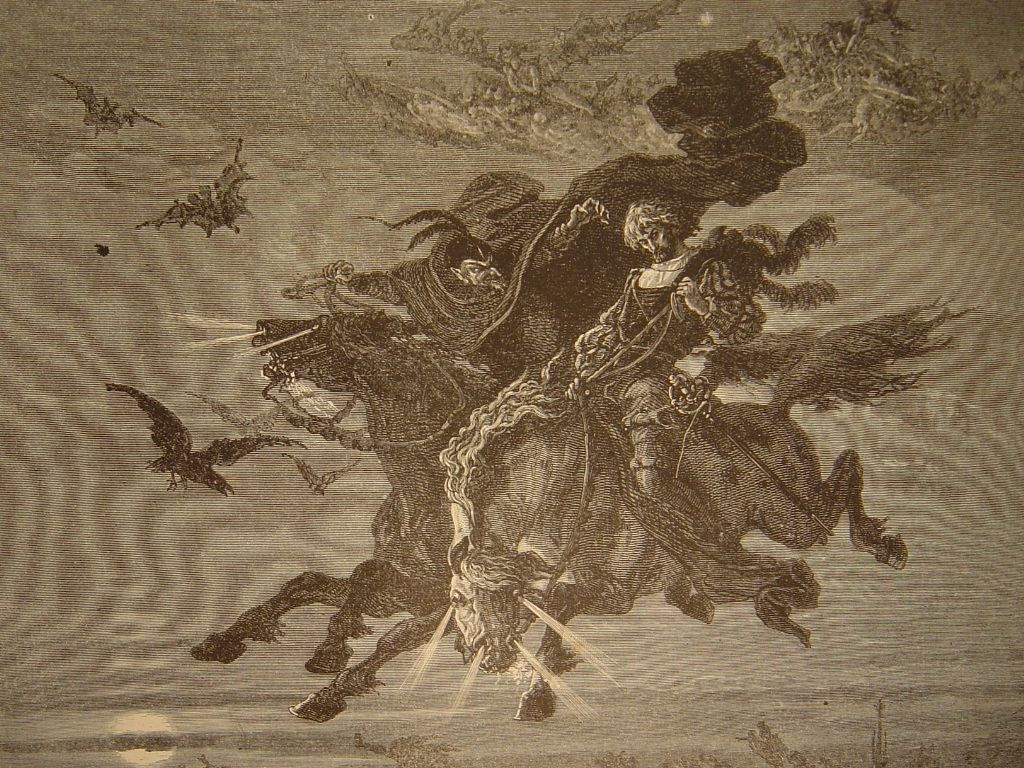
Faust et Méphistophélès.

Méphistophélès est l'incarnation que prend le diable pour rendre visite au docteur Faust. Plus qu'un mal tangible, il se distingue des autres formes que prend traditionnellement le Malin par sa personnification de la négation « Je suis l'esprit qui toujours nie ; et c'est avec justice : car tout ce qui existe mérite d'être détruit, il serait donc mieux que rien n'existât ». Le peintre Ary Scheffer représente bien Méphistophélès dans l'ombre derrière Faust (coll. Musée de la vie romantique, Hôtel Scheffer-Renan, Paris).

## Interprétations
Même si Méphistophélès est considéré par Faust comme un démon – un serviteur de Lucifer –, des auteurs expliquent qu'il ne cherche pas à corrompre l'Homme mais qu'il parvient finalement à collecter les âmes des damnés. Méphistophélès est piégé dans son propre enfer comme serviteur du diable. Il avertit Faust du choix qu'il fait en « vendant son âme » au diable.

## Dans les arts et la culture populaire

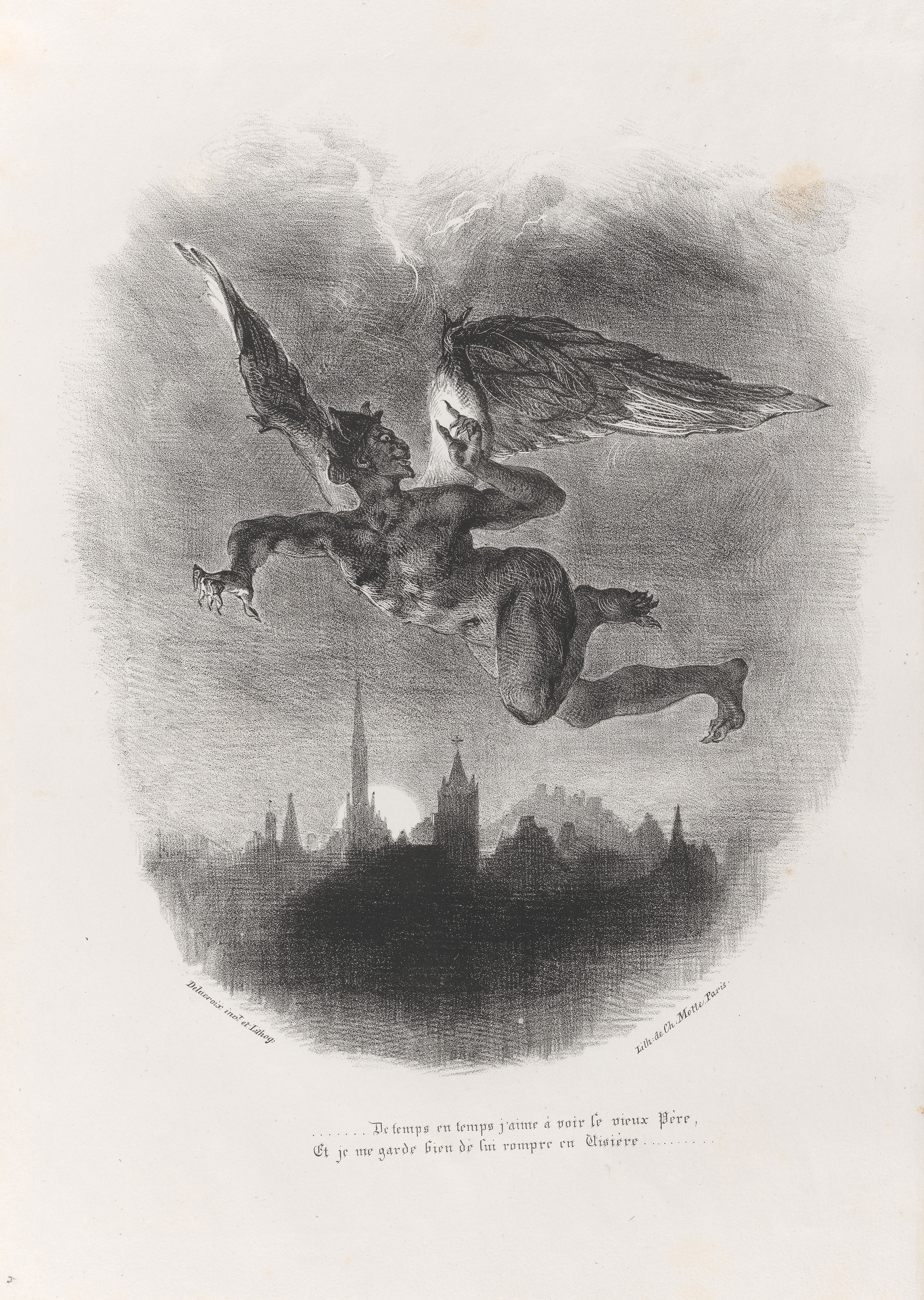
Méphistophélès volant au-dessus de Wittenberg, lithographie d'Eugène Delacroix.

### Filmographie

#### Cinéma
- Le Manoir du diable, réalisé et écrit en 1896 par Georges Méliès avec Jehanne d'Alcy.
- Faust, une légende allemande, réalisé en 1926 par Friedrich Wilhelm Murnau, reprenant le mythe de Faust vendant son âme à Mephistophélès.
- La Beauté du diable, réalisé en 1949 par René Clair.
- Méphisto, réalisé par István Szabó en 1981.
- Ghost Rider réalisé par Mark Steven Johnson en 2007, joué par Peter Fonda.
- Dark Shadows, réalisé par Tim Burton en 2012, Johnny Depp fait une référence humoristique à Méphistophélès en voyant le 'M' jaune de McDonalds.

#### Télévision

##### Série
- Méphistophélès apparaît en tant que seigneur des Enfers dans le deuxième épisode de la saison 6 Xena, la guerrière.
- Dans Blue Exorcist, Méphisto Phélès est le proviseur de l'académie de la Croix-Vraie et fait partie de l'ordre des exorcistes, et vit sous l'identité de Johann Faust[5].
- Dans Saint Seiya: The Lost Canvas, Méphistophélès est la représentation de l'étoile démoniaque « principale », et est incarné par le spectre du nom de Yōma qui est le père du héros de l'histoire (à noter que ce spectre n'apparaît pas dans l'histoire originale de Saint Seiya)[6].
- Dans la série Ironheart, interprété par Sacha Baron Cohen.

### Musique
De nombreuses œuvres musicales reprennent le nom de Méphistophélès dans leur titre, parmi lesquelles :
- Franz Liszt a composé quatre œuvres ayant pour titre Méphisto-Valse ;
- Mefistofele est un opéra du poète et librettiste italien Arrigo Boito, créé à la Scala de Milan le 5 mars 1868 ;
- Mephistopheles est aussi un titre du groupe allemand Puppetmastaz, présent sur l'album The Takeover ;
- March of Mephisto est une chanson du groupe de power metal Kamelot, se trouvant dans leur album The Black Halo sorti en 2005 ;
- The Mephistopheles of Los Angeles est une chanson de Marilyn Manson se trouvant sur l'album The Pale Emperor sorti en 2015 ;
- Méfie-Toi Méphisto fait partie des pièces du groupe Ariel (groupe) dans l'album Après Le Crime, paru en 2010.
- Le titre Call Me Little Sunshine sorti le 20 janvier 2022 par le groupe Ghost parle de contrat avec Mephistopheles.
- Le rappeur français Octave Mayhem sort un morceaux intitulé Méphistophélès en Janvier 2021[7].
- Mephisto, un morceau du groupe Queen Bee.
- Le rappeur Luv Resval le cite dans la première partie du freestyle Grünt #45 : «j’ai l’corp en feu donc ces p*tes m’appellent Méphistophélès »
- Dans La Chanson par Ryuka  " Ryuka - RyukBehelit [Audio Officiel] " il cite : Je suis comme Mephisto , quand j'envoie mes fistons." En référence à son rôle de grand frère et la place qu'il occupe au sein de sa famille. (L'homme de la Famille)
- Mephisto, un morceau de l'artiste hyperpop Celebii.

#### Opéra

##### Tragédie
- 1859 : Faust en cinq actes de Charles Gounod.
- 1846 : La Damnation de Faust d'Hector Berlioz

#### Chanson
Méphistophélès est cité dans de nombreuses chansons telles que Wrapped Around My Finger de The Police, Videotape de Radiohead, Mephisto de Moonspell, The Mephistopheles of Los Angeles de Marilyn Manson, Down, Down, Down to Mephisto's Cafe de Streetlight Manifesto, Mephistopheles du groupe de death metal américain Deicide, Croquemort du rappeur Jazzy Bazz, le grünt de Luv Resval,Bêle, bêle petite chèvre du groupe de rock français Ange et Call Me Little Sunshine du groupe Ghost.

### Littérature

#### Bande dessinée
- Dans Coke en stock, un album des Aventures de Tintin tournant autour d'un trafic d'esclaves noirs en mer Rouge, l'infâme Rastapopoulos, ennemi juré de Tintin, supervise le trafic d'esclaves depuis son luxueux yacht, le M.V. Schérazade, sous la fausse identité de Marquis Di Gorgonzola. Lorsque le croiseur américain USS Los Angeles vient mettre bon ordre à ses méfaits, un bal costumé se déroule à bord, avec la participation de la Castafiore. Caractéristiquement, le machiavélique Rastapopoulos a choisi un déguisement approprié : celui de Méphistophélès dans l'opéra de Gounod.
- Mephisto est aussi un super-vilain et une entité démoniaque évoluant dans l'univers Marvel de la maison d'édition Marvel Comics. Créé par le scénariste Stan Lee et le dessinateur John Buscema, le personnage de fiction apparaît pour la première fois dans le comic book Silver Surfer #3 en décembre 1968. Débutant à l'Âge d'argent des comics, le personnage est apparu sur plus de quatre décennies de la continuité Marvel.
- Librement inspiré de Méphistophélès, l'incarnation du Diable dans la légende de Faust, Mephisto est l'ennemi principal de Ghost Rider. Celui-ci conclut un marché avec Mephisto, lui vendant son âme pour sauver son père adoptif.

#### Roman
- Dans Cartes sur table d'Agatha Christie, Méphistophélès est associé au personnage de Mr Shaitana, qui joue sur son aspect théâtral.
- Dans Au cœur des ténèbres de Joseph Conrad, un des agents du poste dans lequel stationne le narrateur est comparé à un « Méphistophélès de carton-pâte ».
- Dans L'Ange de feu de Valeri Brioussov, le héros fait la connaissance du docteur Faust accompagné de Méphistophélès et leur fait visiter la ville de Cologne.
- Dans La peau de Chagrin d'Honoré de Balzac, le vieillard de la boutique d’antiquités est comparé à « une belle image du Père Éternel ou le masque ricaneur du Méphistophélès».
- Dans Joseph Fouché de Stephan Zweig, l’auteur exprime le sentiment de l’empereur déchu vis-à-vis de Fouché : « Même dans sa rancune dernière, il y a encore une lueur d’estime pour les capacités extraordinaires de cet homme méphistophélique, car le génie ne supporte rien plus impatiemment que la médiocrité ; et, bien que se sachant trompé, Napoléon se sait, du moins, toujours compris par Fouché. »
- Dans Une pour toutes de Jean-Laurent Del Socorro, l'ami de la protagoniste, Julie Maupin, s'appelle Méphisto et se dit être le diable.

#### Manga
- Dans Shaman King, l'un des oversouls du personnage Faust VIII se nomme Mephisto Eliza.

#### Manhwa
- Dans Soul Cartel, Méphistophélès, alias Méphisto est le plus âgé des diables. Il prend l'apparence d'un enfant au cheveux et aux yeux rouges, doté d'ailes (rétractables) et d'une queue. On dit qu'il serait capable de détruire le monde des humains et qu'il a encore de la puissance en réserve. Il est aussi connu comme « l'archidiable du combat ». Il n'en aurait jamais perdu un seul (c'est ce qu'il prétend, mais il semble avoir déjà perdu contre son petit frère Belzebuth).

### Jeu

#### Jeux vidéo

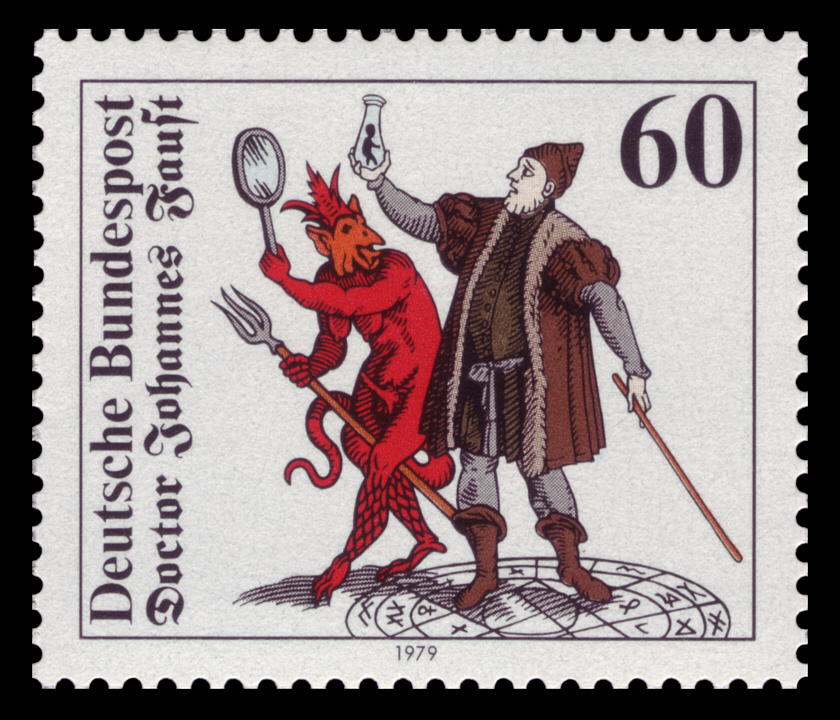
Timbre de 1979 : Johannes Faust avec Homunculus, Méphistophélès.

- Dans le jeu vidéo Forsaken, publié en 1998, Mephistofen est un personnage jouable disposant d'un bras bionique.
- Diablo II, édité en 2000, présente Mephisto, le seigneur de la haine, l'un des trois principaux démons régnant sur l'Enfer[8].
- Dans Demon's Souls, publié en 2009, Méphistophélès est un personnage donneur de quêtes maléfiques.
- Il fait également une apparition en tant que boss de niveau dans le jeu TimeSplitters 2 sur Nintendo Gamecube.
- Il apparait aussi dans le jeu Call of Duty: Infinite Warfare en tant que boss final du DLC Beast from Beyond (dans le mode de jeu « Zombie »).
- Dans le jeu gacha Limbus Company du studio sud-coréen Project Moon, Mephistopheles est le nom du bus qui transporte les personnages principaux. Ce bus a été construit par une femme nommée Faust et conduit par une jeune fille nommée Charon, transportant le personnage principal, Dante, ainsi que leur guide, Vergilius, et 12 autres pécheurs.
- On le retrouve ainsi dans de nombreux jeux, parmi lesquels :
  - Silver Surfer sur NES
  - Marvel Super Heroes vs. Street Fighter
  - Ghost Rider
  - Marvel: Ultimate Alliance
  - Marvel : Tournoi des champions

#### Jeux de rôles
- Dans le jeu de rôles français à tendance humoristique In Nomine Satanis - Magna Veritas, dans le supplément de la 4e édition Sur la terre comme au ciel, il est fait mention d'un démon portant ce nom et ayant raté de peu l'accession au titre de prince.
- Donjons et Dragons contient aussi Méphistophélès, qui est l'un des archidiables qui règnent sur les Neuf enfers de Baator.

#### Jeux de plateau
- Dans le jeu de plateau Talisman, une carte nommée Méphistophélès modifie l'alignement des joueurs en les rendant démoniaques. Il octroie un bonus de une vie à ceux qui l'étaient déjà avant son apparition.